# Mnisztwo
Mnisztwo (niem. Mönichhof) – część miasta Cieszyna, do 1973 roku samodzielna wieś na Śląsku Cieszyńskim.

## Historia
Pierwotnie teren wsi został podarowany jeszcze w średniowieczu klasztorowi dominikanów w Cieszynie pod założenie gospodarstwa. Został im on odebrany (data tego jest jednak nieznana) podczas reformacji przez Wacława III Adama. Wieś została wzmiankowana po raz pierwszy po tym wydarzeniu w 1577. Po przejściu Adama Wacława na katolicyzm w 1610 w pierwszej kolejności oddał on tutejszy Mnisi folwark mieszczanom cieszyńskim w zamian za pokrycie książęcego długo 1500 talarów. Trzy lata później folwark ten został zwrócony przez księcia dominikanom. Przed 1775 zostało ono rozparcelowane przez Habsburgów. W 1888 północny skraj wsi przecięła linia kolejowa z Cieszyna do Goleszowa, a na niej umiejscowiono przystanek.
W 1898 zlokalizowano tu cmentarz katolicki, a dwa lata później do użytku oddano cmentarny kościół. Według austriackiego spisu ludności z 1900 w 43 budynkach w Mnisztwie na obszarze 185 hektarów mieszkało 315 osób. co dawało gęstość zaludnienia równą 170,3 os./km², a z tego 193 (61,3%) mieszkańców było katolikami a 122 (38,7%) ewangelikami, 287 (91,1%) polsko-, 20 (6,3%) czesko- a 8 (2,5%) niemieckojęzycznymi. Do 1910 roku liczba budynków wzrosła do 50 a mieszkańców do 422, z czego 248 (58,8%) było katolikami a 174 (41,2%) ewangelikami, 402 (95,3%) polsko-, 16 (3,8%) czesko- a 4 (0,9%) niemieckojęzycznymi. W tym okresie wybudowano tu również budynku szkoły (1906) oraz strażnicy (1911).
Po zakończeniu I wojny światowej tereny, na których leży miejscowość - Śląsk Cieszyński stał się punktem sporu pomiędzy Polską i Czechosłowacją. W 1918 roku na bazie Straży Obywatelskiej miejscowi Polacy utworzyli lokalny oddział Milicji Polskiej Śląska Cieszyńskiego pod dowództwem ob. Szotkowskiego, który podlegał organizacyjnie  1 kompanii w Cieszynie.
29 marca 1925 w Mnisztwie założono koło Macierzy Ziemi Cieszyńskiej, które w 1939 wybudowało własny Dom Macierzy.
W granicach Cieszyna Mnisztwo znalazło się w 1973, a 10 lat później erygowano tu samodzielną parafię pw. św. Jana Chrzciciela, które od 1992 dysponuje nowym kościołem parafialnym.
W 1997 jednostkę urbanistyczną Mnisztwo zamieszkiwało 388 z 38115 mieszkańców Cieszyna (1%).

## Komunikacja
W tej dzielnicy znajduje się siedziba wraz z zajezdnią autobusową firmy ZGK Cieszyn Sp. z o.o., która mieści się przy ul. Słowiczej 59. Na Mnisztwie znajduje się kilka przystanków: Słowicza/ZGK (przy budynku ZGK Cieszyn Sp. z o.o.), Słowicza/NŻ (przy skrzyżowaniu ul. Słowiczej z ul. Jaskółczej), Mnisztwo (przy remizie OSP Mnisztwo i Kościele im. św. Jana Chrzciciela) oraz Orzeszkowej (przy skrzyżowaniu ul. gen. J. Hallera z ul. E. Orzeszkowej). Przez Mnisztwo kursują autobusy miejskiego przewoźnika ZGK Cieszyn Sp. z o.o. linii nr 21 oraz wybranych kursów linii 2, 22, 30, 32 i 50 (zjazd z i do zajezdni). Do 31 sierpnia 2008 roku przez Mnisztwo kursowały autobusy zlikwidowanych linii nr 4 i 20.